# 國王大廈 (倫敦)
國王大廈（英語：King's Building）是英國的一座I級登錄建築，亦是倫敦國王學院河岸街校區的一部分。這座建築最初名為學院大廈，由羅伯特·斯默克設計於國王學院設立時期的1829年。這座建築修建於1829年至1831年。
現在的國王大廈共有八層：地下層、一層、2至5層、5U層和7層。國王大廈內設有多個行政部門、講義廳、學院禮拜堂、大廳、多功能室、自習室和餐廳。

## 國王大廈門廳
國王大廈門廳是這座建築的舊入口大廳。門廳設置有莎芙和索福克勒斯兩尊大理石雕塑。這兩尊雕塑由路德維希·蒙德之妻弗里達·蒙德（Frida Mond），以及倫敦國王學院的英語和文學教授以色列·古蘭奇的朋友捐贈。據傳這兩尊雕塑象徵國王學院的格言（聖潔和智慧）。
- 莎芙
- 索福克勒斯

國王大廈門廳擺設有倫敦國王學院學生會的吉祥物雷吉獅（Reggie the Lion）。國王大廈門廳定期舉辦免費展覽。

## 大廳
大廳位於國王大廈的一層，是這座建築的中央集會空間之一，舉辦眾多活動，包括每年一次的國王研究員晚宴、宴會、考試、記者見面會和發表會。
白金漢宮的建築師約翰·納什曾試圖為國王大廈和大廳提供免費設計。但這一提議被國王學院拒絕。由於羅伯特·斯默克設計了萨默塞特府，國王學院選擇了大英博物館的設計者羅伯特·斯默克作為這座建築的設計者。大廳在21世紀得到了翻新和修復。許多大廳最初的特徵和風格都得到了修復。

## 學院禮拜堂

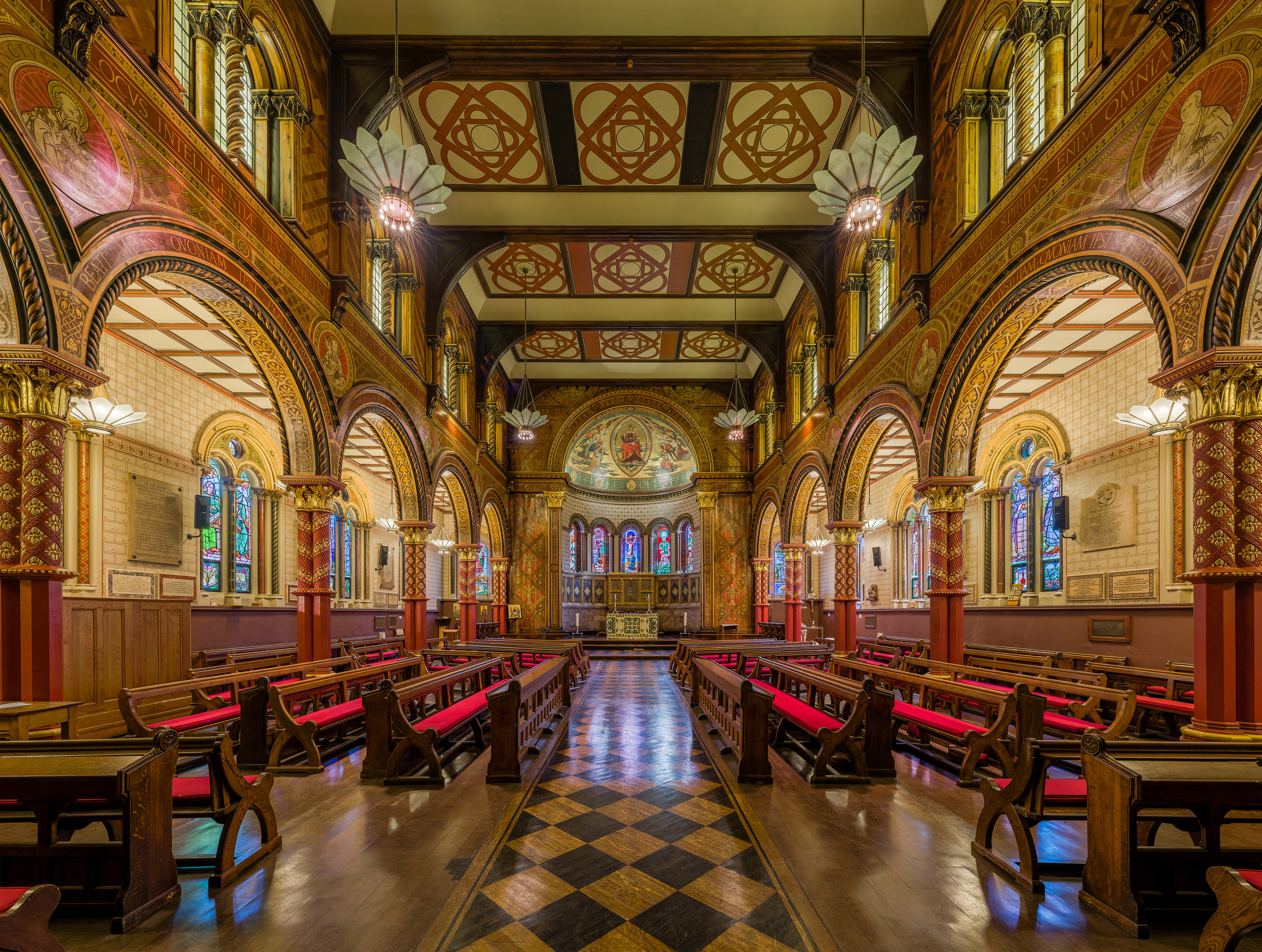
倫敦國王學院禮拜堂是I級登錄建築，由喬治·吉爾伯特·斯科特設計

學院禮拜堂亦是國王大廈的一部分，最初由羅伯特·斯默克爵士設計於1831年。現在的新文藝復興建築禮拜堂由喬治·吉爾伯特·斯科特在1864年設計重建，耗資超過7,000英鎊。學院禮拜堂位於建築的三層。
最初的禮拜堂是一座低矮但寬敞的房間，「符合喬治四世時期的教會學」。但因其風格過時，因此在1859年被提議重建。斯科特建議「在一座古典建築中，最佳賦予教堂特徵的方式是部分使用古代巴西利卡的特徵」。20世紀時的眾多發展改變了禮拜堂的設計。例如使用了彩色玻璃，並重新粉刷了部分牆壁。

## 解剖學院和博物館
解剖學院和博物館位於國王大廈的七層。解剖學院修建於1927年，位於禮拜堂的上方。這一部分最初是解剖教室，但自1997年之後未作為解剖教室使用。解剖學院和博物館在2009年進行翻新，現在是教學、研究和表演設施，由國王文化學院管理。眾多設施得到了翻新。教授辦公室亦撤除了最初的瓷磚，並改造為食堂。

## 畫廊

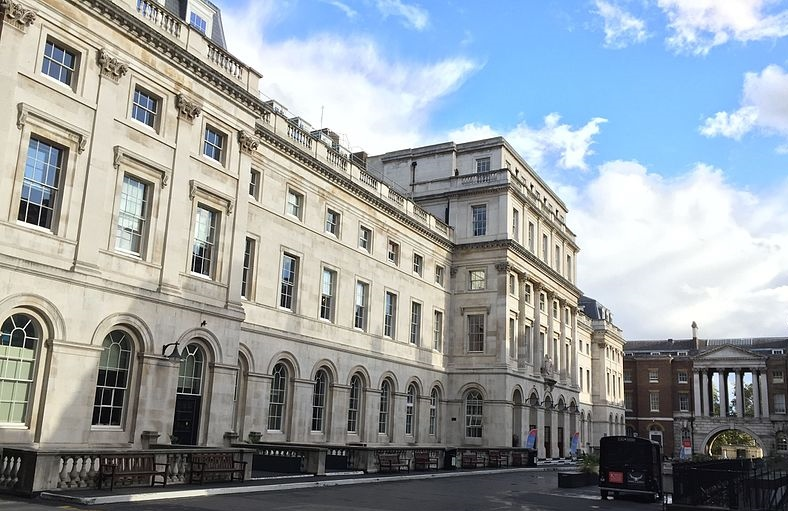
國王大廈
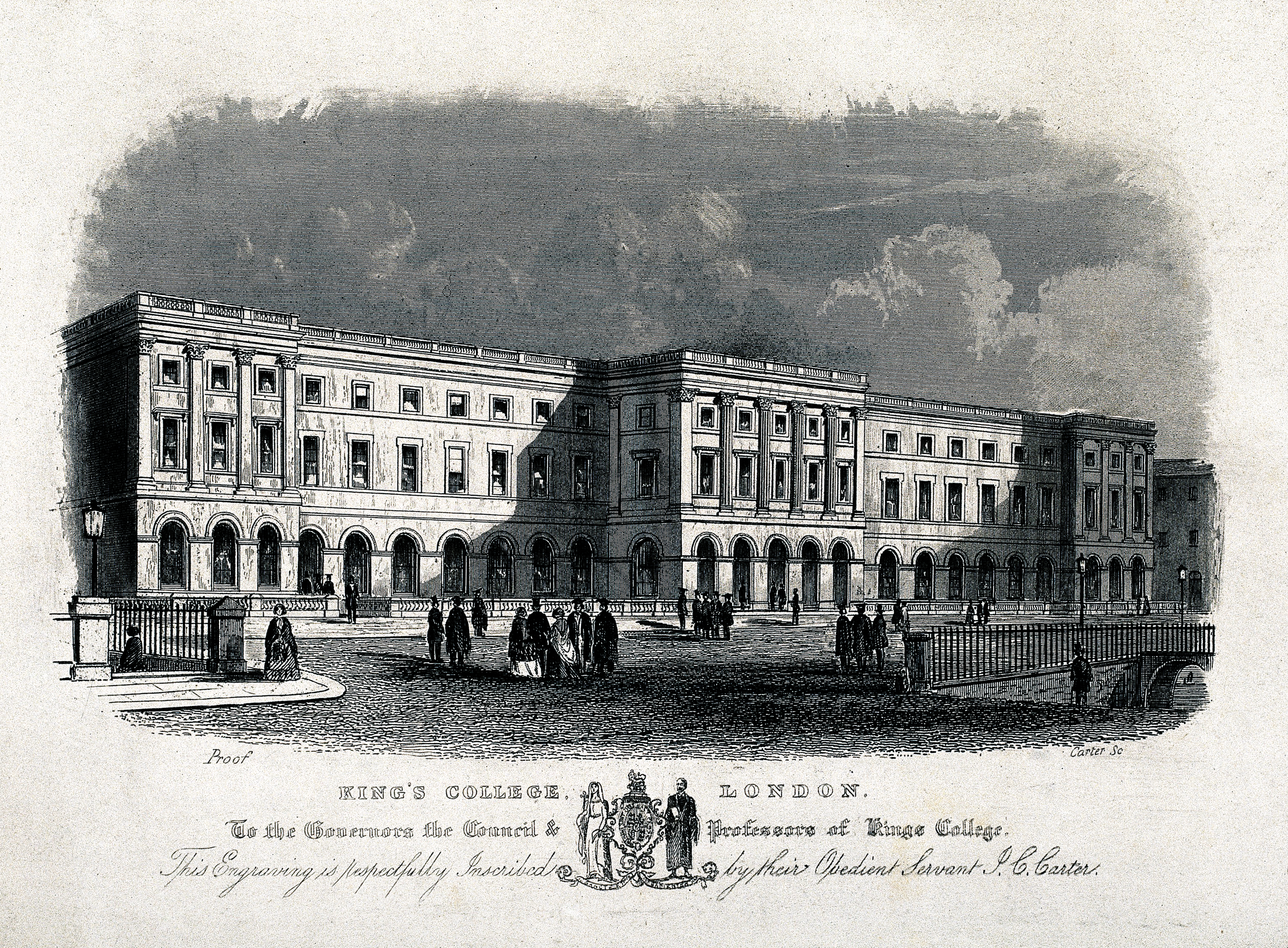
國王大廈
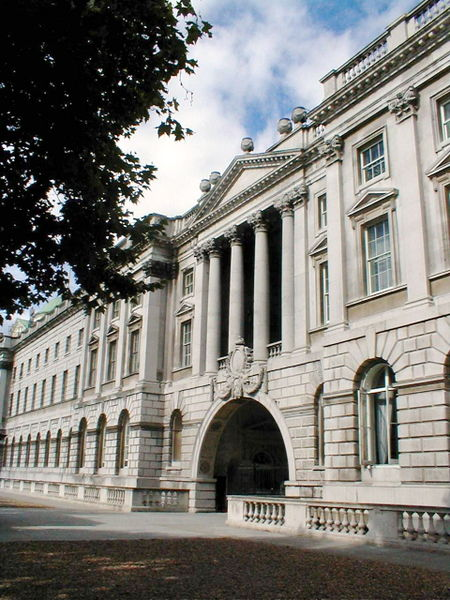
河岸校區入口
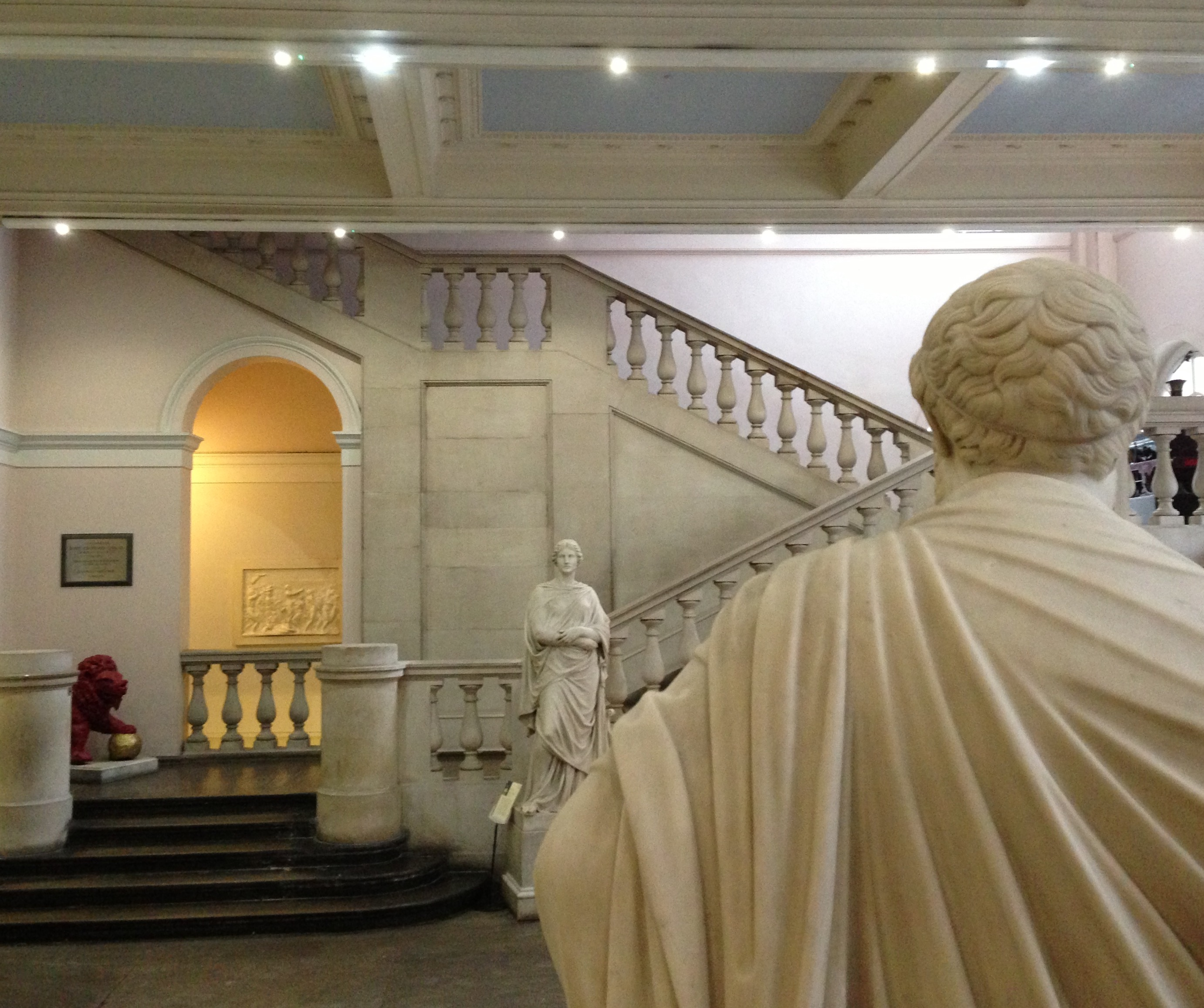
國王大廈門廳
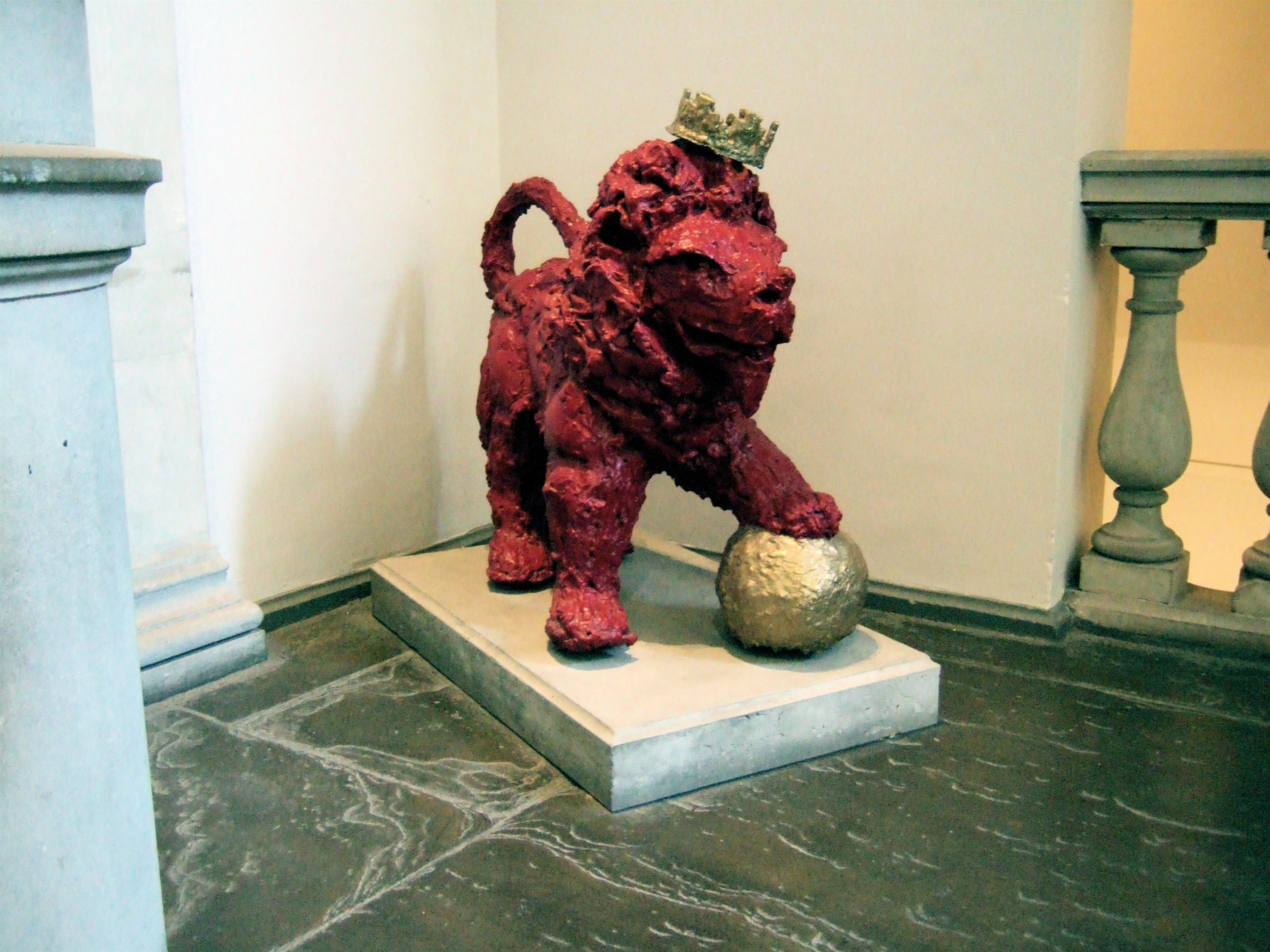
國王大廈門廳的雷吉獅

## 外部連結
- Official website of King's College London （页面存档备份，存于）
- King's Building Foyer virtual tour （页面存档备份，存于）